# يانيز درنوفشيك
يانيز درنوفشيك ((بالإنجليزية: Janez Drnovšek)‏؛ 17 مايو 1950 – 23 فبراير 2008)، هو رئيس سلوفينيا.

## روابط خارجية
- يانيز درنوفشيك على موقع IMDb (الإنجليزية)
- يانيز درنوفشيك على موقع مونزينجر (الألمانية)